# Mainzer Berg (Ingelheim)

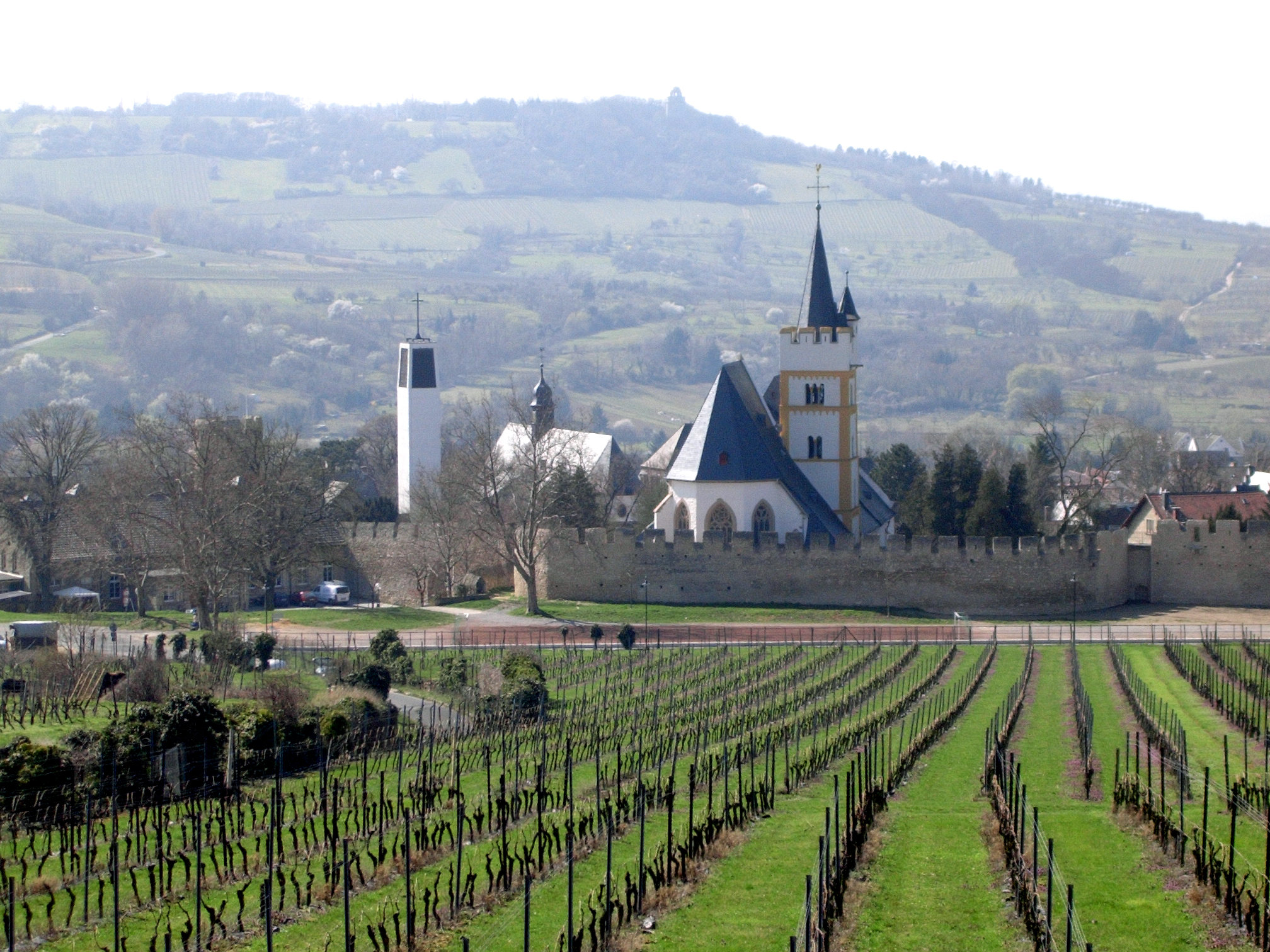
Blick vom Nordteil des Mainzer Berges nach Ober-Ingelheim mit Burgkirche und St. Michael sowie zum Nordende des Westerberges mit dortigem Bismarckturm

Der Mainzer Berg ist eine Erhebung des Rheinhessischen Hügellands und mit 249,1 m ü. NHN die höchste im Stadtgebiet von Ingelheim am Rhein im rheinland-pfälzischen Landkreis Mainz-Bingen.

## Geographie

### Lage
Der Mainzer Berg ist ein Nordausläufer der rheinhessischen Hochfläche zwischen Ingelheim am Rhein im Norden und Alzey im Süden. Sein Gipfel liegt 4,6 km südöstlich der in Nieder-Ingelheim stehenden Saalkirche an der Grenze zur südwestlich der Erhebung gelegenen Ortsgemeinde Schwabenheim an der Selz. Westnordwestlich befindet sich im Tal der Selz, die nach Durchfließen von Ingelheim bei Frei-Weinheim in den Rhein mündet, Ober-Ingelheim mit dortiger Burgkirche. Im gleichen Flusstal liegt westsüdwestlich der Erhebung der Ingelheimer Stadtteil Großwinternheim. Nördlich der Gipfelregion befindet sich Wackernheim.
Der Mainzer Berg gehört zur Ingelheimer Gemarkung. Nach Osten leitet die Landschaft nach Mainz-Layenhof über und nach Süden bis Essenheim und Elsheim. Er fällt nach Norden sanft vorbei an Ingelheim, Wackernheim und Heidesheim zum Rhein hin ab. Westlich benachbart liegt jenseits der Selz der Westerberg (247,5 m).

### Naturräumliche Zuordnung
Der Mainzer Berg gehört in der naturräumlichen Haupteinheitengruppe Nördliches  Oberrheintiefland (Nr. 22), in der Haupteinheit Rheinhessisches Tafel- und Hügelland (227) und in der Untereinheit Nördliches Tafelland (227.1) zum Ostplateau (227.130) des Naturraums Ostplateau und Bretzenheimer Höhe (227.13). Seine Westflanke fällt in der Untereinheit Selztal (227.2) in den Naturraum Unteres Selztal  (227.20) ab.

### Berghöhe und -kuppen
Als Mainzer Berg werden auf topographischen Karten zwei nebeneinander liegende Kuppen bezeichnet, deren Höhenlagen jeweils die 240-m-Höhenlinie übersteigen. Etwa 780 m westnordwestlich seines nahe einem Schießstand gelegenen Gipfels (249,1 m) befindet sich eine 247,8 m hohe Stelle, die teils als höchste Stelle des Berges angegeben wird.

## Weinbau
Die Nord- und Westflanken des Mainzer Berges sind von für Rheinhessen typischen Weinbergen geprägt. Wegen durchschnittlich geringen Niederschlägen wird viel ökologischer Weinbau betrieben. Auf der Erhebung befinden sich die Weinlagen:
- im Norden: Rabenkopf, Schwalben, Steinberg um Wackernheim; Lottenstück, Rotes Kreuz, Höllenweg, Steinacker, Pares, Horn um Ingelheim
- im Westen: Täuscherpfad, Kirchenstück, Burgberg, Sonnenhang um Ingelheim; Heilighäuschen, Bockstein, Klosterbruder um Groß-Winternheim; Elsheimer Blume und Elsheimer Bockstein

## Sehenswürdigkeiten
- Reste des Klosters Ingelheimerhausen, heute Haxthäuserhof
- Windhäuser Hof bei Elsheim, interessante Kreuzgewölbeställe